# The Naked Earth
The Naked Earth is een Britse dramafilm uit 1958 onder regie van Vincent Sherman. Destijds werd de film in Nederland uitgebracht onder de titel De naakte aarde.

## Verhaal
Danny Halloran gaat op zoek naar een vriend die in Brits-Oost-Afrika tabak verbouwt. Hij komt erachter dat zijn vriend is overleden en wordt verliefd op zijn weduwe Maria. Danny besluit om met haar te trouwen en de plantage over te nemen. Wanneer de oogst mislukt, gaat hij op krokodillen jagen om hun huiden te verhandelen.

## Rolverdeling
| Acteur             | Personage          |
| ------------------ | ------------------ |
| Richard Todd       | Danny Halloran     |
| Juliette Gréco     | Maria Boyle        |
| John Kitzmiller    | David              |
| Finlay Currie      | Pastoor Verity     |
| Laurence Naismith  | Huidenhandelaar    |
| Christopher Rhodes | Al                 |
| Orlando Martins    | Stamlid            |
| Harold Kasket      | Arabische hoofdman |